# 尔塔阿雷火山
尔塔阿雷火山（Erta Ale）也作埃特阿雷火山，位于埃塞俄比亚东北部阿法尔州境内，是东非大裂谷阿法爾三角地帶北部达纳基勒窪地中的一个盾形火山，是埃塞俄比亚最活跃的火山之一。因為非洲的阿爾法三角地帶地殼變動，使得地殼只剩下20km厚,而且地殼持續變薄，位於這個三角地帶的最高點就是爾塔阿雷火山。而爾塔阿雷火山解釋為會冒煙的山，在阿爾法語中叫做地獄之門，在地球上位於海平面以下，最偏僻沙漠中的古老火山。山高613米，山頂有2個火山口，其中一個火山口擁有熔岩湖。

### 火山活動
這座火山在1873年，1904年，1906年，1940年，1960年，1967年爆發而被記錄。2005年該火山持續活動並且爆發，在爆發時數千人逃離該火山，損失250頭牲畜。2007再次噴發數千人再次逃離並且有2人失踨。

## 外部連結
- Photos from an expedition in Nov and Dec 2009 （页面存档备份，存于）
- Photos from an expedition to Erta Ale and the Danakil in Feb. 2008（页面存档备份，存于）
- （法文） Photos of Erta Ale: Expedition Nov 2006 （页面存档备份，存于）
- BBC article about Erta Ale （页面存档备份，存于）